# Piper cuspidispicum
Piper cuspidispicum är en pepparväxtart som beskrevs av William Trelease. Piper cuspidispicum ingår i släktet Piper och familjen pepparväxter. Inga underarter finns listade i Catalogue of Life.